# Atletica leggera ai XII Giochi panafricani - 100 metri piani maschili
La specialità dei 100 metri piani maschili ai XII Giochi panafricani si è svolta il 26 e 27 agosto 2019 allo Stadio Moulay Abdallah di Rabat, in Marocco. La competizione è stata vinta dal nigeriano Raymond Ekevwo, che ha preceduto l'ivoriano Arthur Cissé (argento) e il connazionale Usheoritse Itsekiri.

## Podio
| Oro     | Raymond Ekevwo Nigeria      |
| Argento | Arthur Cissé Costa d'Avorio |
| Bronzo  | Usheoritse Itsekiri Nigeria |

## Risultati

### Batterie
Qualificazione: i primi 3 di ogni batteria (Q) e i 3 migliori tempi degli esclusi (q) si qualificano in semifinale.
Vento:
Gruppo 1: +0.4 m/s, Gruppo 2: -0.8 m/s, Gruppo 3: +0.2 m/s, Gruppo 4: -0.3 m/s, Gruppo 5: 0.0 m/s, Gruppo 6: +0.9 m/s
| Class | Gruppo | Atleta                      | Nazione            | Tempo | Note   |
| ----- | ------ | --------------------------- | ------------------ | ----- | ------ |
| 1     | 5      | Raymond Ekevwo              | Nigeria            | 10.20 | Q      |
| 2     | 6      | Ebrahima Camara             | Gambia             | 10.21 | Q      |
| 3     | 4      | Usheoritse Itsekiri         | Nigeria            | 10.27 | Q      |
| 4     | 4      | Joseph Paul Amoah           | Ghana              | 10.28 | Q      |
| 5     | 4      | Gue Arthur Cissé            | Costa d'Avorio     | 10.30 | Q      |
| 6     | 5      | Benjamin Azamati-Kwaku      | Ghana              | 10.32 | Q      |
| 7     | 3      | Seye Ogunlewe               | Nigeria            | 10.36 | Q      |
| 8     | 2      | Thandolwenkosi Dlodlo       | Sudafrica          | 10.37 | Q      |
| 9     | 1      | Chederick van Wyk           | Sudafrica          | 10.39 | Q      |
| 10    | 6      | Karabo Mothibi              | Botswana           | 10.43 | Q      |
| 11    | 4      | Jonathan Bardottier         | Mauritius          | 10.44 | q      |
| 12    | 7      | Henricho Bruintjies         | Sudafrica          | 10.45 | Q      |
| 13    | 3      | Dickson Kamungeremu         | Zimbabwe           | 10.46 | Q      |
| 14    | 1      | Mosito Lehata               | Lesotho            | 10.47 | Q      |
| 15    | 7      | Adama Jammeh                | Gambia             | 10.49 | Q      |
| 16    | 2      | Sean Safo-Antwi             | Ghana              | 10.51 | Q      |
| 17    | 5      | Sibusiso Matsenjwa          | eSwatini           | 10.54 | Q      |
| 18    | 2      | Ngoni Makusha               | Zimbabwe           | 10.56 | Q      |
| 19    | 1      | Keene Charles Motukisi      | Botswana           | 10.57 | Q      |
| 20    | 1      | Mehdi Takordmioui           | Marocco            | 10.57 | q      |
| 21    | 7      | Fabrice Dabla               | Togo               | 10.60 | Q      |
| 22    | 2      | Jean Tarcisius Batambock    | Camerun            | 10.61 | q      |
| 23    | 6      | Dylan Sicobo                | Seychelles         | 10.63 | Q      |
| 24    | 7      | Henry Bandiaky              | Senegal            | 10.63 |        |
| 25    | 5      | Guy Maganga                 | Gabon              | 10.65 |        |
| 26    | 2      | Romeo Manzila Mahambou      | Rep. del Congo     | 10.65 |        |
| 27    | 6      | Pius Adome                  | Uganda             | 10.69 |        |
| 28    | 3      | Sharry Dodin                | Seychelles         | 10.72 | Q      |
| 29    | 3      | Gnamien Nehemie N'Goran     | Costa d'Avorio     | 10.72 |        |
| 30    | 7      | Mayoumendam Zounedou        | Camerun            | 10.73 |        |
| 31    | 3      | Nathan Abebe                | Etiopia            | 10.74 |        |
| 32    | 5      | Noah Bibi                   | Mauritius          | 10.74 |        |
| 33    | 5      | Ibrahim Diomande            | Costa d'Avorio     | 10.77 |        |
| 34    | 2      | Stern Noel Liffa            | Malawi             | 10.79 |        |
| 35    | 2      | Issa Sangare                | Mali               | 10.79 |        |
| 36    | 6      | Phomolo Lekhoana            | Lesotho            | 10.80 |        |
| 37    | 4      | Sengan Jobe                 | Gambia             | 10.81 |        |
| 38    | 3      | Mark Otieno Odhiambo        | Kenya              | 10.83 |        |
| 39    | 5      | Chenoult Lionel Coetzee     | Namibia            | 10.83 |        |
| 40    | 4      | Leeroy Henriette            | Seychelles         | 10.91 |        |
| 40    | 6      | Julius Morie                | Sierra Leone       | 10.91 |        |
| 42    | 7      | Yateya Kambepera            | Botswana           | 10.92 |        |
| 43    | 1      | Gift Kawale                 | Malawi             | 11.01 |        |
| 44    | 7      | Abdramane Simpore           | Burkina Faso       | 11.02 |        |
| 45    | 4      | Aboubabacar Barry           | Guinea             | 11.06 |        |
| 46    | 2      | Mabrouk Matar               | Ciad               | 11.08 |        |
| 47    | 3      | Solomon Obuto               | Uganda             | 11.09 |        |
| 48    | 5      | Tewodiros Atinafu           | Etiopia            | 11.20 |        |
| 49    | 1      | Alpha Breezy Kamara         | Sierra Leone       | 11.21 |        |
| 50    | 2      | Yannick Badibanga Tshibenga | RD del Congo       | 11.29 |        |
| 51    | 1      | Abdusetar Kemal             | Etiopia            | 11.29 |        |
| 52    | 6      | Samuel Ekembe Bokabo        | RD del Congo       | 11.43 |        |
| 53    | 1      | Santander Villarubia        | Guinea Equatoriale | 11.49 |        |
| 54    | 7      | Ndong Gregorio              | Guinea Equatoriale | 11.86 |        |
| dq    | 3      | Gilbert Hainuca             | Namibia            | dq    | R162.7 |
| dq    | 4      | Chakir Machmour             | Marocco            | dq    | R162.7 |

### Semifinale
Qualificazione: i primi 2 di ogni batteria (Q) e i 2 migliori tempi degli esclusi (q) si qualificano in finale.
Vento:
Gruppo 1: -0.6 m/s, Gruppo 2: ? m/s, Gruppo 3: -0.1 m/s
| Class | Gruppo | Nome                     | Nazione        | Tempo | Note   |
| ----- | ------ | ------------------------ | -------------- | ----- | ------ |
| 1     | 2      | Usheoritse Itsekiri      | Nigeria        | 10.25 | Q      |
| 2     | 3      | Raymond Ekevwo           | Nigeria        | 10.26 | Q      |
| 3     | 1      | Ebrahima Camara          | Gambia         | 10.27 | Q      |
| 4     | 1      | Gue Arthur Cissé         | Costa d'Avorio | 10.27 | Q      |
| 5     | 2      | Joseph Paul Amoah        | Ghana          | 10.36 | Q      |
| 6     | 2      | Thandolwenkosi Dlodlo    | Sudafrica      | 10.38 | q      |
| 7     | 3      | Sean Safo-Antwi          | Ghana          | 10.41 | Q      |
| 8     | 3      | Chederick van Wyk        | Sudafrica      | 10.41 | q      |
| 9     | 1      | Benjamin Azamati-Kwaku   | Ghana          | 10.43 |        |
| 10    | 3      | Henricho Bruintjies      | Sudafrica      | 10.43 |        |
| 11    | 3      | Mosito Lehata            | Lesotho        | 10.44 |        |
| 12    | 1      | Seye Ogunlewe            | Nigeria        | 10.45 |        |
| 13    | 1      | Sibusiso Matsenjwa       | eSwatini       | 10.54 |        |
| 13    | 2      | Ngoni Makusha            | Zimbabwe       | 10.54 |        |
| 15    | 1      | Karabo Mothibi           | Botswana       | 10.55 |        |
| 16    | 1      | Jonathan Bardottier      | Mauritius      | 10.57 |        |
| 17    | 3      | Fabrice Dabla            | Togo           | 10.66 |        |
| 18    | 2      | Keene Charles Motukisi   | Botswana       | 10.71 |        |
| 19    | 3      | Jean Tarcisius Batambock | Camerun        | 10.74 |        |
| 20    | 1      | Sharry Dodin             | Seychelles     | 10.76 |        |
| 21    | 2      | Dylan Sicobo             | Seychelles     | 10.80 |        |
| dnf   | 2      | Dickson Kamungeremu      | Zimbabwe       | dnf   |        |
| dnf   | 3      | Adama Jammeh             | Gambia         | dnf   |        |
| dq    | 2      | Mehdi Takordmioui        | Marocco        | dq    | R162.7 |

### Finale
Vento: +1.6 m/s
| Class   | Corsia | Nome                  | Nazione        | Tempo | Note |
| ------- | ------ | --------------------- | -------------- | ----- | ---- |
| Oro     | 7      | Raymond Ekevwo        | Nigeria        | 9.96  |      |
| Argento | 5      | Arthur Cissé          | Costa d'Avorio | 9.97  |      |
| Bronzo  | 4      | Usheoritse Itsekiri   | Nigeria        | 10.02 |      |
| 4       | 8      | Joseph Paul Amoah     | Ghana          | 10.11 |      |
| 5       | 9      | Sean Safo-Antwi       | Ghana          | 10.18 |      |
| 6       | 2      | Chederick van Wyk     | Sudafrica      | 10.31 |      |
| 7       | 6      | Ebrahima Camara       | Gambia         | 10.33 |      |
| 8       | 3      | Thandolwenkosi Dlodlo | Sudafrica      | 10.33 |      |